# Brójce (gmina w województwie gorzowskim)

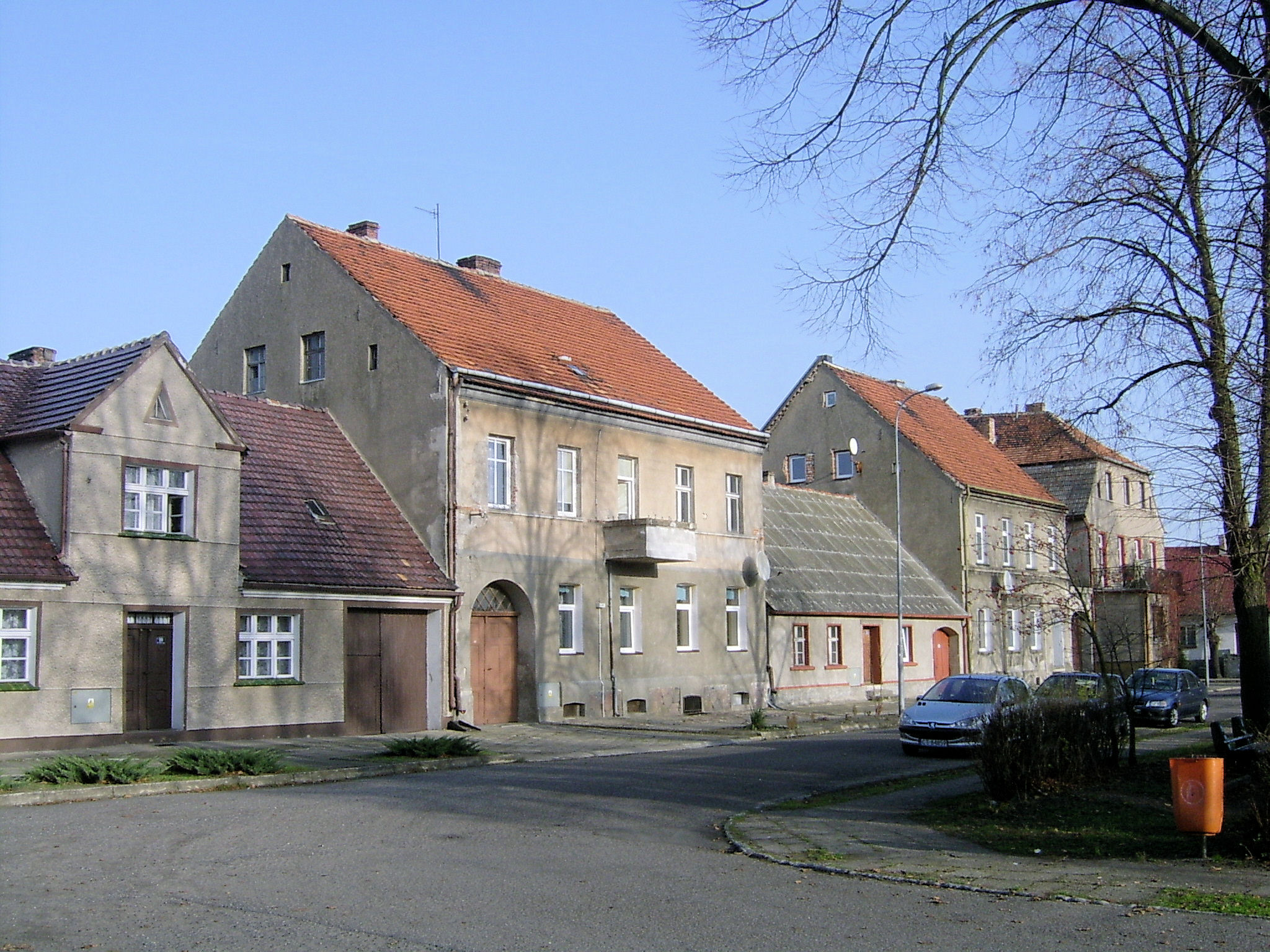
Brójce

Brójce – dawna gmina wiejska istniejąca w latach 1945–1954 i 1973–76 w woj. poznańskim, zielonogórskim i gorzowskim (dzisiejsze woj. lubuskie). Siedzibą władz gminy były Brójce.
Gmina Brójce powstała po II wojnie światowej (1945) na terenie tzw. Ziem Odzyskanych (tzw. III okręg administracyjny – Pomorze Zachodnie). 25 września 1945 gmina – jako jednostka administracyjna powiatu międzyrzeckiego – została powierzona administracji wojewody poznańskiego, po czym z dniem 28 czerwca 1946 została przyłączona do woj. poznańskiego. 6 lipca 1950 gmina wraz z całym powiatem międzyrzeckim weszła w skład nowo utworzonego woj. zielonogórskiego.
Według stanu z 1 lipca 1952 gmina składała się z 7 gromad: Brójce, Chociszewo, Lutol Suchy, Łagowiec, Panowice, Stary Dwór i Wyszanowo. Gmina została zniesiona 29 września 1954 wraz z reformą wprowadzającą gromady w miejsce gmin. 
Jednostkę reaktywowano 1 stycznia 1973 w tymże powiecie i województwie. 1 czerwca 1975 gmina weszła w skład nowo utworzonego woj. gorzowskiego.
15 stycznia 1976 gmina została zniesiona, a jej obszar włączony do gmin:
- Międzyrzecz (obszar sołectwa Bukowiec),
- Trzciel (obszary sołectw: Brójce, Chociszewo, Lutol Suchy, Łagowiec, Panowice i Stary Dwór).